# Polskie Towarzystwo Gimnastyczne „Sokół” w Buczaczu
Polskie Towarzystwo Gimnastyczne „Sokół” w Buczaczu – gniazdo Polskiego Towarzystwa Gimnastycznego „Sokół” działające w latach 1894–1939 w Buczaczu.

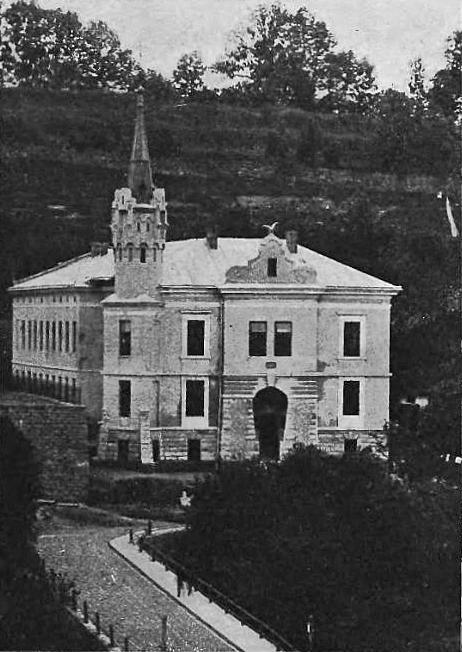
Siedziba PTG „Sokół” w Buczaczu, 1907

## Historia
Siedzibą towarzystwa od 1905 był gmach przy ulicy Gimnazjalnej (później Słowackiego, obecnie ul. Szkolna).
Po przyjęciu do wiadomości przez Namiestnictwo we Lwowie 5 marca 1894 l. 16229 statutu Sokoła buczackiego miejscowe Towarzystwo ukonstytuowało się z początkiem 1895. Wybrani zostali prezesem dr Edward Krzyżanowski, zastępcą prezesa Tadeusz Śmiglewski, wydziałowymi Franciszek Dębicki (gospodarz), Wilhelm Kramer (sekretarz), Antoni Ratayski (skarbnik), Józef Zarzycki, Józef Żabski. Do Związku polskich gimnastycznych Towarzystw Sokolich towarzystwo zostało  przyjęte z dniem 1 stycznia 1895 roku. 
14 stycznia 1896 na walnym zgromadzeniu w skład Wydziału weszli: prezes dr Edward Krzyżanowski, zastępca prezesa Franciszek Zych, sekretarz Wilhelm Kramer, skarbnik i gospodarz Antoni Ratayski, nauczyciel Tadeusz Śmiglewski, członkowie Jan Gerstmann, Jan Czeżowski. Jako zastępcy wydziałowych weszli Tadeusz Bedronek, Edward Kolinek, jako członkowie komisji rewizyjnej Władysław Stojowski, Kazimierz Sokołowski.
W niedziele 9 września 1898 ks. Turczański, proboszcz w Budzanowie sprawił swoje przedstawienie Kościuszko pod Racławicami, które urządził w sali Sokoła w Buczaczu.
Prezesem Komitetu budowy gmachu PTG „Sokół” w Buczaczu był Marian Błażowski, który 17 marca 1907 podczas walnego zgromadzenia Towarzystwa został mianowany członkiem honorowym.
Skład Wydziału w 1908: prezes Franciszek Zych, zastępca prezesa Mieczysław Hirschler, wydziałowi członek Wydziału i dyrekcji powiatowej Kasy oszczędności w Buczaczu Mieczysław Burzyński, notariusz Wincenty Czechowicz, T. Czerski, komisarz skarbowy Władysław Hełczyński, dyrektor szkoły wydziałowej żeńskiej w Buczaczu Józef Keffermüller, dr prawa, adwokar c. k. Sądu powiatowego w Buczaczu Jan Lisowski, profesor c. k. Gimnazjum w Buczaczu Józef Mazur, M. Męciński, W. Prusak, Antoni Ratayski.
W 1921 roku doszło do zjednoczenia sokolstwa z trzech zaborów. Powstał Związek Towarzystw Gimnastycznych "Sokół" w Polsce. Wszystkie Towarzystwa podzielono na Okręgi, które łączyły się w Dzielnice. Towarzystwo Gimnastyczne w Buczaczu znalazło się w dzielnicy małopolskiej i stało na czele okręgu XV buczackiego. 
Władza bolszewicka zakazała działalność Towarzystwa w jesieni 1939.

## Członkowie
- Stanisław Woszczyński (zm. w 1907 w wieku 35 lat)[14]